# Alloscirtetica
Alloscirtetica är ett släkte av bin. Alloscirtetica ingår i familjen långtungebin.

## Dottertaxa tillAlloscirtetica, i alfabetisk ordning[1]
- Alloscirtetica alvarengai
- Alloscirtetica ameghinoi
- Alloscirtetica antarctica
- Alloscirtetica arrhenica
- Alloscirtetica baeri
- Alloscirtetica basirufa
- Alloscirtetica brethesi
- Alloscirtetica chilena
- Alloscirtetica cinerea
- Alloscirtetica clypeata
- Alloscirtetica corvina
- Alloscirtetica diplaspis
- Alloscirtetica eophila
- Alloscirtetica escomeli
- Alloscirtetica frieseana
- Alloscirtetica gayi
- Alloscirtetica gazullai
- Alloscirtetica giacomeli
- Alloscirtetica gilva
- Alloscirtetica grafi
- Alloscirtetica herbsti
- Alloscirtetica labiatarum
- Alloscirtetica lanosa
- Alloscirtetica larocai
- Alloscirtetica lusor
- Alloscirtetica marinonii
- Alloscirtetica mephistophelica
- Alloscirtetica mielkei
- Alloscirtetica mourei
- Alloscirtetica oliveirae
- Alloscirtetica paraguayensis
- Alloscirtetica porteri
- Alloscirtetica rufitarsis
- Alloscirtetica sakakibarai
- Alloscirtetica segmentaria
- Alloscirtetica semirufa
- Alloscirtetica spegazzinii
- Alloscirtetica tornowii
- Alloscirtetica tristrigata
- Alloscirtetica vagabunda
- Alloscirtetica valparadisaea
- Alloscirtetica vara
- Alloscirtetica weyrauchi